# Liste von Grabenbruchseen
Diese Liste von Grabenbruchseen führt Grabenbruchseen (engl. Rift lake; chin. diqianhu 地堑湖) auf, die durch Dehnungen in Grabenbruchgebieten (Riftzonen) entstehen. Die meisten der hier aufgeführten Seen existieren heute noch, einige sind Seen der Vorzeit.

## Afrika
- Nördlicher Teil des Großen Afrikanischen Grabenbruchs
  - Totes Meer (Israel, Westjordanland, Jordanien)

- Afrikanische Große Seen des Ostafrikanischen Grabens
  - Malawisee (Tansania, Malawi, Mosambik)
  - Albertsee (Uganda, Demokratische Republik Kongo)
  - Edwardsee (Demokratische Republik Kongo, Uganda)
  - Kivusee (Ruanda, Demokratische Republik Kongo)
  - Tanganjikasee (Demokratische Republik Kongo, Tansania, Sambia, Burundi)

- Andere Seen im Ostafrikanischen Graben
  - Magadisee (Kenia)
  - Elmenteitasee (Kenia)
  - Baringosee (Kenia)
  - Bogoriasee (Kenia)
  - Nakurusee (Kenia)
  - Naivashasee (Kenia)

## Amerika
- Oberer See, Nordamerika

## Antarktis
- Wostoksee, Antarktis

## Asien
- Daihai 岱海 (Innere Mongolei, China )
- Xiechi 解池, Salzsee (Shanxi, China)
- Chenghai 程海, (Yunnan, China)
- Baikalsee (Sibirien)

## Europa
- Orkadische Seen des Devons von Schottland und der Orkney
- Mjøsa-See in Norwegen